# Попович, Ранко
Ранко Попович (серб. Ранко Поповић; род. 26 июня 1967, Печ) — югославский футболист и футбольный тренер.

## Клубная карьера
Как игрок Попович побывал во многих клубах. Юношеский путь он начал в 1978 году в команде «Беса». Спустя десять лет он перешёл на профессиональный уровень в составе «Партазана» из Белграда, хотя сыграл за него в течение четырёх сезонов только дважды. В 1989 году Ранко перешёл в «Леотар», где провёл тринадцать матчей в сезоне. Затем играл за «Спартак Суботица». В 1994 году переехал в Грецию, где в течение сезона выступал за «Этникос», а потом подписал контракт с «Альмерией». Играть постоянно в основном составе Ранко смог только с 1997 года в «Штурме». Там он провёл полных четыре сезона. В 2002 году игрок завершил карьеру в составе клуба «Арнфельс».

## Тренерская карьера
Тренерскую карьеру начал в австрийском клубе «Арнфельс». Проработав в качестве двух лет в качестве главного тренера, специалист покинул пост. Четыре сезона он был ассистентом сначала в «Штурме» из Граца, а затем в «Санфречче Хиросима», прежде чем сам смог возглавить «Спартак Златибор». В 2009 году тренер возглавил японскую «Оита Тринита». Неудачная серия из четырнадцати поражений подряд прервана не была, но к концу сезона команда нащупала игру и проиграла в последних десяти матчах только пять раз. Так или иначе, команда скоро оказалась на грани банкротства, в связи с чем Ранко отпустили. 15 декабря 2010 года серб стал наставником «Матида Зельвия», а ещё через год начал работать главным тренером в «Токио». В 2014 году возглавил испанскую «Сарагосу». В дальнейшем сменил несколько клубов, после чего вновь стал наставником «Матида Зельвия». 11 августа 2023 года стал главным тренером клуба «Войводина», однако покинул его уже в декабре, вернувшись в Японию и возглавив «Касима Антлерс».